# Église Notre-Dame de Freneuse
L'église Notre-Dame est une église catholique située à Freneuse, en France.

## Localisation
L'église est située à Freneuse, commune du département français de la Seine-Maritime, 2 chemin de l'Église ou 3 rue Bouchor.

## Historique
L'église dans son état actuel est datée du XVIe siècle car complètement rebâtie.
Le clocher est inachevé du fait du naufrage du bateau qui amenait sur le chantier les matériaux.
Le clocher est inscrit au titre des monuments historiques par arrêté du 9 juillet 1992.

## Description
L'édifice est construit en pierre et ardoise.
L'église conserve un portrait anonyme de la marquise d'Harcourt du XVIIe siècle, la femme de l'ambassadeur de France en Espagne est figurée en sainte Marguerite. Une bannière de toile de lin brodée de la confrérie Notre-Dame est également conservée.